# Grand Funk Railroad
Grand Funk Railroad (GFR) is een Amerikaanse rockband. De groep was vanaf 1969 een van de eerste bands die in stadions optraden en werd snel een van de meest populaire groepen van de Verenigde Staten. Anno 2021 toert de band nog steeds.

## Geschiedenis

### Begin
GFR ontstond uit de arbeidersklasse van Flint (Michigan), die een grondslag was voor een nieuwe generatie van rockers. 
Mark Farner (zang/gitaar/mondharmonica/toetsen), Don Brewer (drums/zang) en Mel Schacher (basgitaar/zang) vormen Grand Funk Railroad in 1969 na het uiteenvallen van "Terry Knight and the Pack". Terry Knight werd producer van de eerste GFR platen. Hun eerste elpee "On Time" en de tweede elpee "Grand Funk" verschenen nog in datzelfde jaar. 
Het meest opvallende van de groep was de rauwe blues-rock klank van de gitarist Mark Farner. Zijn stijl is een vervolg op de rockgitaarevolutie van de gitaarhelden uit de jaren zestig.

Hun doorbraak kwam tijdens het Atlanta Pop Festival. Het derde album "Closer To Home" in 1970 was anders in vele aspecten, de muziek meer gepolijst en de teksten diepzinniger. De opname van het tweede Atlanta Pop Festival in 1970 werd gebruikt voor "Live Album".
Op "Survival" (1971) staat een versie van The Rolling Stones' hit "Gimme Shelter". De volgende elpee "E Pluribus Funk" in de vorm van een munt werd uitgebracht in 1972. Het "Phoenix" album was de eerste plaat met toetsenist Craig Frost, echter nog niet als officieel bandlid. Het nummer "Rock & Roll Soul" van dit album werd een van de grootste hits.
Vanaf het album "We're An American Band" in 1973 maakt Frost permanent deel uit van de groep. "Shinin'On" (1974) met het 3D-brilletje op de hoes was waarschijnlijk hun grootste succes op de Zweedse markt. "All The Girls In The World Beware" (1974) is hun laatste gouden elpee. Een van de bodybuilderlichamen op de hoes is dat van Arnold Schwarzenegger. Het nummer "Some Kind of Wonderful" van deze plaat wordt een bescheiden hit begin 1975 en staat in Nederland in februari 1979 opnieuw in de destijds drie hitlijsten ( Nederlandse Top 40, Nationale Hitparade en de TROS Top 50).
Hun tweede live elpee "Caught In The Act" kwam uit in 1975. De stijl van dit album was weer anders dan die van de voorgaande. De laatste plaat van de gouden tijden was "Good Singin' Good Playin'" (1976). Het was geproduceerd door Frank Zappa, maar doorbreken deed het niet. GFR ging in hetzelfde jaar uit elkaar.

### Eerste comeback
Na de ontbinding in 1976 vormde Farner de "Mark Farner Band". De andere bandleden gingen door onder de naam "Flint". Farners liefde voor God kwam tot uiting in zijn songteksten. In 1981 maakte GFR een comeback als trio met een vervanging op de basgitaar. Ze brachten twee platen uit, "Grand Funk Lives" en "What's Funk". "Queen Bee" de single van "Grand Funk Lives", sound-track van de film "Heavy Metal" werd goud. Desondanks stopte de band in 1983 met hun activiteiten.

### Tweede comeback
In 1996 herenigt GFR zich in de originele triobezetting en gaan ze uitgebreid op tournee door de Verenigde Staten. In 1997 produceren ze hun derde livealbum, met de titel "Bosnia", die is opgenomen tijdens een drietal benefietconcerten ten behoeve van de slachtoffers van de oorlog in Bosnië. Tijdens deze concerten verschijnt ook Peter Frampton kort ten tonele. Het trio toert dan drie jaren in deze samenstelling. Daarna verlaat Farner de band om zijn solocarrière te vervolgen.

### Nieuwe bandleden
Brewer en Schacher zoeken bekende muzikanten om de draad op te pakken. In 2000 nemen ze de voormalige Kiss-gitarist Bruce Kulick op in de band. Er verschijnt nimmer nieuw materiaal. De band toert in 2017 nog steeds en viert haar 48-jarig bestaan.

## Trivia
- De naam van de band is afgeleid van de "Grand Trunk Western Railroad Company", een spoorwegmaatschappij in Michigan, Illinois, Indiana en Ohio.
- De band noemt zichzelf ook Grand Funk.
- Het nummer "Some Kind Of Wonderful" verschijnt in 2004 in het spel Grand Theft Auto: San Andreas.

## Discografie
- On Time (1969)
- Grand Funk (1969)
- Closer to Home (1970)
- Live album (1970), livealbum
- Survival (1971)
- E Pluribus Funk (1971)
- Mark, Don & Mel (1969-71) (1972), compilatiealbum
- Phoenix (1972)
- We're an American Band (1973)
- Shinin' On (1974)
- All the Girls in the World Beware!!! (1974)
- Caught In The Act (1975), livealbum
- Born to Die (1976)
- Grand Funk Hits (1976), compilatiealbum
- Good Singin', Good Playin' (1976)
- Grand Funk Lives (1981)
- What's Funk? (1983)
- Heavy Hitters! (1989), compilatiealbum
- The Best Of Grand Funk (1989), compilatiealbum
- Capitol Collectors Series (1991), compilatiealbum
- More Of The Best (1991), compilatiealbum
- Bosnia (1997), livealbum
- Thirty Years Of Funk (1969-1999) (1999), compilatiealbum
- Live: The 1971 Tour (2002), livealbum
- Classic Masters (2002), compilatiealbum
- Trunk Of Funk (2002), compilatiealbum
- Greatest Hits (2006), compilatiealbum

### NPO Radio 2 Top 2000
| Nummer met noteringen in de NPO Radio 2 Top 2000 | '99 | '00 | '01  | '02  | '03  | '04  | '05  | '06  | '07  | '08  | '09  | '10  | '11  | '12  | '13  | '14  |
| ------------------------------------------------ | --- | --- | ---- | ---- | ---- | ---- | ---- | ---- | ---- | ---- | ---- | ---- | ---- | ---- | ---- | ---- |
| Some Kind of Wonderful                           | 996 | 864 | 1256 | 1088 | 1365 | 1131 | 1341 | 1414 | 1632 | 1361 | 1616 | 1626 | 1865 | 1941 | 1953 | 1994 |

1. ↑  Een vetgedrukt getal geeft de hoogste notering aan.
2. ↑  Deze tabel is bijgewerkt tot en met de laatste editie (2024).